# Carlos Trovarelli
Carlos Alberto Trovarelli OFMConv (* 22. Juni 1962 in Cinco Salto, Provinz Río Negro, Argentinien) ist ein argentinischer Ordensgeistlicher und seit Mai 2019 Generalminister der Minoriten.

## Leben
Carlos Trovarelli trat der Ordensgemeinschaft der Minoriten bei und legte am 15. Februar 1986 die zeitliche Profess ab. Die ewige Profess legte er am 4. Oktober 1990 ab. Am 25. März 1995 empfing er das Sakrament der Priesterweihe.
Vor seiner Wahl zum Generalminister war er bereits Provinzialminister und zuletzt Generalassistent der lateinamerikanischen Minoritenföderation FALC (Federación América Latina Conventuales).
Am 25. Mai 2019 wählte ihn das Generalkapitel der Minoriten als Nachfolger von Marco Tasca für sechs Jahre zum Generalminister. Am 7. Juni 2025 wurde er für weitere sechs Jahre wiedergewählt.